# エリス・レジーナ
エリス・レジーナ（Elis Regina、ブラジルポルトガル語での発音表記に準じるとエリス・ヘジーナ、1945年3月17日 - 1982年1月19日）は、ブラジルの歌手。1960年代から1970年代にかけて、ブラジルで最も人気のある女性シンガーであった。
彼女のボーカルは、心躍らせる歌声と優れた抑揚を持ち合わせており、特にアップテンポなナンバーに卓越していた。「Furacão（ハリケーン）」や、「Pimentinha（ピメンチーニャ、小さな唐辛子）」といった愛称で呼ばれた。

## 略歴

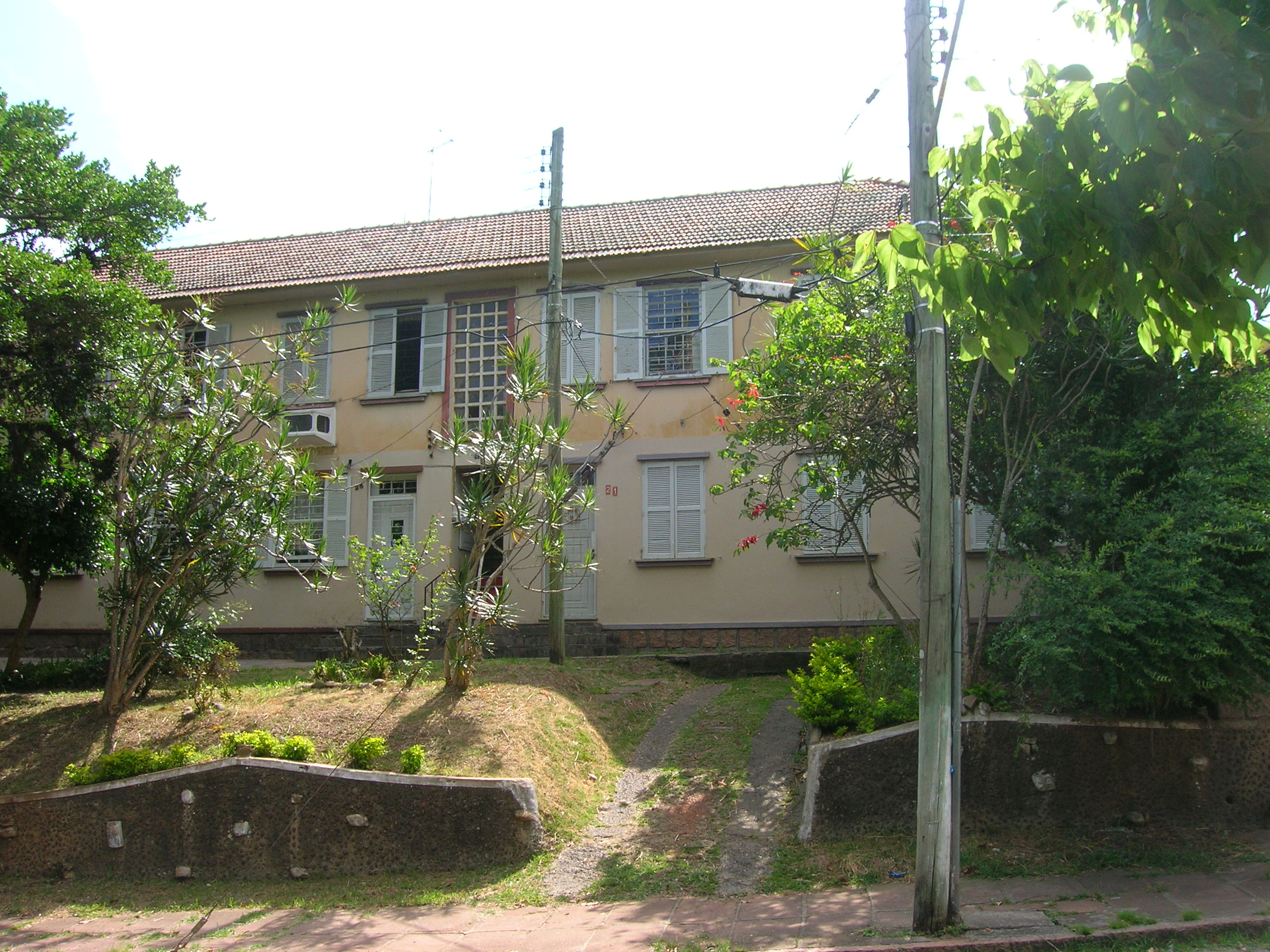
ポルトアレグレにあるエリス・レジーナ幼少期の家

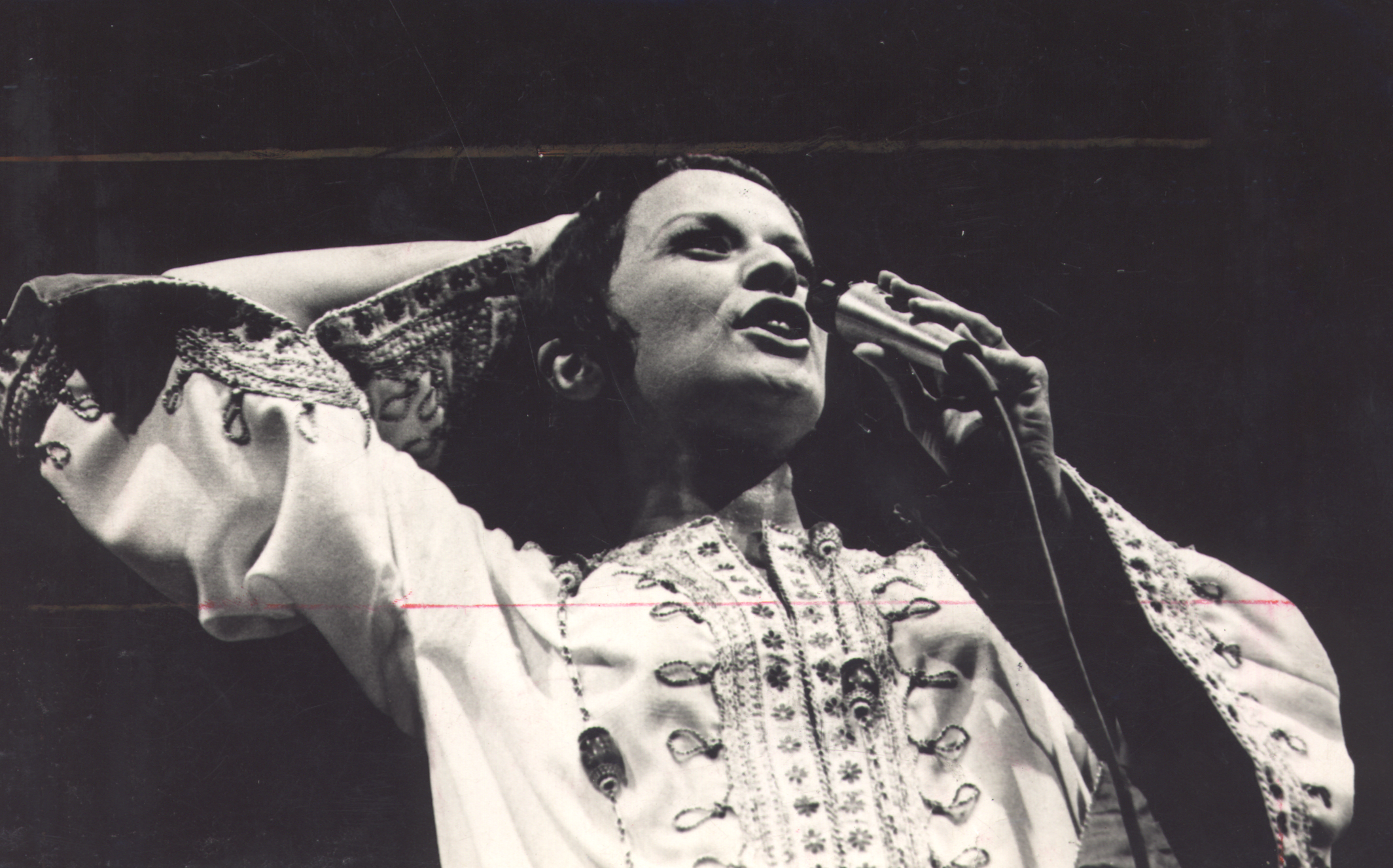
プライア劇場でのエリス・レジーナ（1969年） ※ ナショナル・アーカイブ (ブラジル)

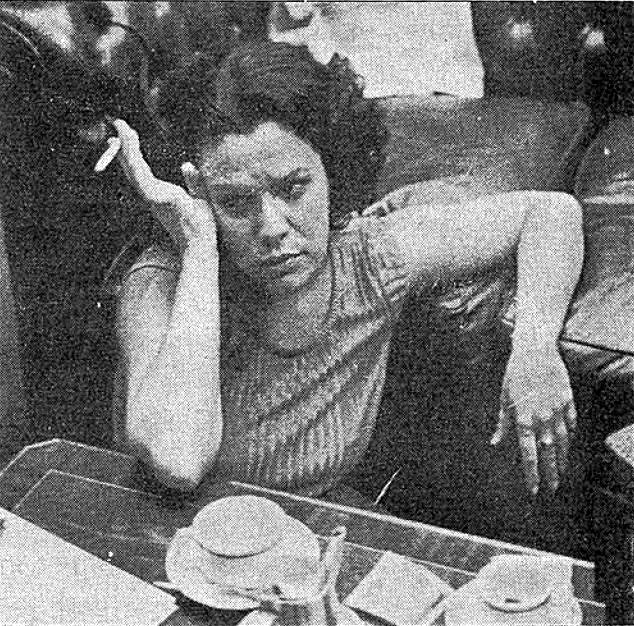
エリス・レジーナ（1979年）

ポルト・アレグレで生まれ、11歳の時にRádio Farroupilhaの子供向けラジオ番組で、歌手としてのキャリアをスタートさせた。1959年にはラヂオ・ガウシャ（Rádio Gaúcha）と契約して、翌年にはリオデジャネイロへ赴き、彼女の最初のLPである『Viva a Brotolândia』を録音する。
1965年には、彼女が初めて受けた歌謡コンテストでエドゥ・ロボとヴィニシウス・ヂ・モライスの「アハスタォン（Arrastão）」を歌い、優勝する。2枚目のLPである『Dois na Bossa』は、ジャイール・ロドリゲス（Jair Rodrigues）と共演盤で、ブラジル国内のレコード売り上げ記録を更新した。
1960年代の後期から1970年代の初頭にかけて、ジルベルト・ジルなどのミュージシャンたちと共にレコーディングを行ったりして、トロピカリア運動の普及に貢献。1974年には、アントニオ・カルロス・ジョビンとのコラボレーション作品であるアルバム『エリス・アンド・トム』を発表。このアルバムを、最も優れたボサノヴァアルバムの一つ、そしてこのアルバムに収録されたジョビン作の「三月の水（Águas de Março）」を最も優れたボサノヴァ曲の一つであると考える人も多い。彼女はまた、ミルトン・ナシメントや、ジョアン・ボスコ、シコ・ブアルキ、ジョルジ・ベンやカエターノ・ヴェローゾとも共演作品をレコーディングした。
エリスは、彼女と同世代のブラジルのミュージシャンたちを迫害し追放していた当時のブラジルの軍事政権を時々批判することがあった。1969年のインタビューでは、「ブラジルはゴリラに支配されている」という見解を述べたこともあった。彼女は人気があったゆえに牢獄に入れられることはなかったが、それでも圧力を受け、やむをえずスタジアムのショーでブラジル国歌を歌わされることになり、左翼的思想の人々から反感を買うことになる。
1982年にコカイン中毒とアルコール中毒によって死去。36歳没。現在、彼女はサンパウロのモルンビ墓地に葬られている。その短いキャリアの中で、数々のトップセラーを記録した。
なお一人目の夫である、ホナルド・ボスコリとの間に、息子ジョアン・マルセロ・ボスコリがおり、ミュージシャンとして活動している。また二人目の夫である、セザール・カマルゴ・マリアーノとの娘であるマリア・ヒタ（Maria Rita、もしくはマリア・リタ）も同じく歌手となり、2004年にファースト・アルバム『マリア・ヒタ』をリリースしている。これは彼女の故郷ブラジルで、プラチナム・ディスクとなり、2つのラテンの音楽賞を受賞した。

## ディスコグラフィ

### スタジオ・アルバム
- 『ビバ・ア・ブロトランディア』 - Viva a Brotolândia (1961年)
- 『ポエマ・デ・アモール』 - Poema de Amor (1962年)
- Ellis Regina (1963年)
- O Bem do Amor (1963年)
- 『サンバ、エウ・カント・アッシン』 - Samba - Eu Canto Assim (1965年)
- 『エリス』 - Elis (1966年)
- 『エリス・エスペシアル』 - Elis Especial (1968年)
- 『コモ・イ・ポルケ』 - Como e Porque (1969年)
- 『ブラジルの水彩画』 - Elis & Toots (1969年) ※with トゥーツ・シールマンス
- 『エン・プレーノ・ヴェラォン』 - Em Pleno Verão (1970年)
- 『エラ 1971年』 - Ela (1971年)
- 『エリス1972』 - Elis (1972年)
- 『エリス 1973年』 - Elis (1973年)
- 『エリス&トム』 - Elis & Tom (1974年) ※with アントニオ・カルロス・ジョビン。旧邦題『ばらに降る雨』
- 『人生のバトゥカーダ』 - Elis (1974年)
- Falso Brilhante (1976年)
- 『流れゆく時を渡れ』 - Elis (1977年)
- 『或る女』 - Elis, Essa Mulher (1979年)
- Saudade do Brasil (1980年)
- 『エリス (1980)』 - Elis (1980年)

### ライブ・アルバム
- 『ドイス・ナ・ボッサ1』 - Dois na Bossa (1965年) ※with ジャイル・ホドリゲス
- 『トロピカリアの女神エリス・レジナとジンボー・トリオ』 - O Fino do Fino (1965年) ※with ジンボ・トリオ
- 『ドイス・ナ・ボッサ2』 - Dois na Bossa nº 2 (1966年) ※with ジャイル・ホドリゲス
- 『ドイス・ナ・ボッサ3』 - Dois na Bossa nº 3 (1967年) ※with ジャイル・ホドリゲス
- 『エリス・レジーナ・イン・ロンドン』 - Elis Regina In London (1969年)
- Show Elis / Miele (1970年) ※『Elis no Teatro da Praia』として再発
- 『ライブ・イン・リオ』 - Transversal do Tempo (1978年)
- 『13th モントルー・ジャズ・フェスティヴァル』 - 13th Montreux Jazz Festival (1982年)
- 『トレン・アズール』 - Trem Azul (1982年)
- Luz das Estrelas (1984年)
- Elis ao Vivo (1995年)
- 『ヴィーヴィ: エリス・ライヴ』 - Elis Vive (1998年)
- Um Dia (2012年)

### コンピレーション・アルバム
- 『炎のサウダージ』 - Personalidade (1987年)
- 『アーリー・デイズ・オブ・エリス・レジーナ』 - Brilhantes (1996年)
- Sucessos Inesquecíveis de Elis Regina (2001年)